# Zygophyseter varolai
Zygophyseter varolai és un cetaci odontocet extint relacionat amb el catxalot d'avui en dia. Se li ha donat el sobrenom de «catxalot assassí» per la seva relació amb el catxalot i per la seva semblança en la mida i probablement l'alimentació amb l'orca, també coneguda com a «balena assassina».
Segons la descripció de Zygophyseter varolai, publicada el 2006, és l'única espècie del gènere Zygophyseter. La descripció es basava en un esquelet fòssil gairebé complet, que data del Tortonià (Miocè superior) del sud-est d'Itàlia. Z. varolai tenia un procés zigomàtic molt llarg, que probablement albergava l'òrgan de l'espermaceti. Tenia un cos de gran mida, amb les dues mandíbules dotades de grans dents, cosa que li feia possible caçar preses grans.